# Lokomotiv Sofia
Maillots
Dernière mise à jour : 11 avril 2025.
Le Profesionalen Fudbolen Klub Lokomotiv Sofia (en bulgare : Професионален Футболен Клуб Локомотив София), plus couramment abrégé en Lokomotiv Sofia, est un club bulgare de football fondé en 1929 et basé à Sofia, la capitale du pays.

## Historique
- 1929 : fondation du club sous le nom de ZSK Sofia.
- 1931 : le club est renommé Energia Sofia.
- 1940 : le club est renommé SK Lokomotiv Sofia.
- 1949 : le club est renommé DSO Torpedo Sofia.
- 1951 : le club est renommé FD Lokomotiv Sofia.
- 1964 : première participation à une Coupe d'Europe (C1, saison 1964/65).
- 1969 : fusion avec le FD Slavia Sofia sous le nom de ZSK Slavia Sofia.
- 1971 : révocation de la fusion, le club est renommé DFS Lokomotiv Sofia.
- 1986 : le club est renommé FK Lokomotiv Sofia.

## Bilan sportif

### Palmarès
| Compétitions nationales | Compétitions internationales |
| --- | --- |
| \| - Championnat de Bulgarie (4) : - Champion : 1939-40, 1945, 1963-64 et 1977-78. - Vice-champion : 1957, 1964-65 et 1994-95. - Coupe de Bulgarie (4) : - Vainqueur : 1948, 1953, 1981-82 et 1994-95. - Finaliste : 1974-75 et 1976-77. - Championnat de Bulgarie D2 : - Vice-champion : 2017-18, 2020-21. \| | - Coupe des Balkans (1) : - Vainqueur : 1973. - Coupe européenne des chemins de fer (2) : - Vainqueur : 1959-61 et 1962-63. - Finaliste : 1966-68 et 1974. |
| - Championnat de Bulgarie (4) : - Champion : 1939-40, 1945, 1963-64 et 1977-78. - Vice-champion : 1957, 1964-65 et 1994-95. - Coupe de Bulgarie (4) : - Vainqueur : 1948, 1953, 1981-82 et 1994-95. - Finaliste : 1974-75 et 1976-77. - Championnat de Bulgarie D2 : - Vice-champion : 2017-18, 2020-21.       | |

### Bilan européen
Légende
- Victoire ou qualification pour le tour suivant
- Match nul
- Défaite ou élimination de la compétition

Note : dans les résultats ci-dessous, le score du club est toujours donné en premier
| Saison    | Compétition               | Tour                | Club                   | Domicile | Extérieur | Total             |
| --------- | ------------------------- | ------------------- | ---------------------- | -------- | --------- | ----------------- |
| 1964-1965 | Coupe des clubs champions | Seizièmes de finale | Malmö FF               | 8 - 3    | 0 - 5     | 8 - 5             |
| 1964-1965 | Coupe des clubs champions | Huitièmes de finale | Győri ETO FC           | 4 - 3    | 3 - 5     | 7 - 8             |
| 1977-1978 | Coupe des coupes          | Seizièmes de finale | RSC Anderlecht         | 1 - 6    | 0 - 2     | 1 - 8             |
| 1978-1979 | Coupe des clubs champions | Seizièmes de finale | OB Odense              | 2 - 1    | 2 - 2     | 4 - 3             |
| 1978-1979 | Coupe des clubs champions | Huitièmes de finale | FC Cologne             | 0 - 1    | 0 - 4     | 0 - 5             |
| 1985-1986 | Coupe UEFA                | Premier tour        | Ferencváros            | 3 - 0    | 0 - 2     | 3 - 2             |
| 1985-1986 | Coupe UEFA                | Seizièmes de finale | AS Monaco              | 4 - 2    | 1 - 2     | 5 - 4             |
| 1985-1986 | Coupe UEFA                | Huitièmes de finale | Dynamo Kiev            | 1 - 0    | 1 - 2     | 2E - 2            |
| 1985-1986 | Coupe UEFA                | Quarts de finale    | VfB Stuttgart          | 0 - 1    | 1 - 3     | 1 - 4             |
| 1982-1983 | Coupe des coupes          | Seizièmes de finale | Paris Saint-Germain    | 1 - 0    | 1 - 5     | 2 - 5             |
| 1985-1986 | Coupe UEFA                | Premier tour        | APOEL Nicosie          | 4 - 2 ap | 2 - 2     | 6 - 4             |
| 1985-1986 | Coupe UEFA                | Seizièmes de finale | Neuchâtel Xamax        | 1 - 1    | 0 - 0     | 1 - 1E            |
| 1987-1988 | Coupe UEFA                | Premier tour        | Dinamo Tbilissi        | 3 - 1    | 0 - 3     | 3 - 4             |
| 1995-1996 | Coupe des coupes          | Tour préliminaire   | Derry City             | 2 - 0    | 0 - 1     | 2 - 1             |
| 1995-1996 | Coupe des coupes          | Seizièmes de finale | Halmstads BK           | 3 - 1    | 0 - 2     | 3 - 3E            |
| 1996-1997 | Coupe UEFA                | Premier tour Q      | Neftchi Bakou          | 6 - 0    | 1 - 2     | 7 - 2             |
| 1996-1997 | Coupe UEFA                | Deuxième tour Q     | Rapid Bucarest         | 0 - 1    | 0 - 1     | 0 - 2             |
| 2006-2007 | Coupe UEFA                | Premier tour Q      | Makedonija Skopje      | 2 - 0    | 1 - 1     | 3 - 1             |
| 2006-2007 | Coupe UEFA                | Deuxième tour Q     | Bnei Yehoudah Tel-Aviv | 2 - 0    | 4 - 0     | 6 - 0             |
| 2006-2007 | Coupe UEFA                | Premier tour        | Feyenoord Rotterdam    | 2 - 2    | 0 - 0     | 2 - 2E            |
| 2007-2008 | Coupe UEFA                | Deuxième tour Q     | Oțelul Galați          | 3 - 1    | 0 - 0     | 3 - 1             |
| 2007-2008 | Coupe UEFA                | Premier tour        | Stade rennais          | 1 - 3    | 2 - 1     | 3 - 4             |
| 2008-2009 | Coupe UEFA                | Deuxième tour Q     | Borac Čačak            | 0 - 1    | 1 - 1     | 1 - 2             |
| 2011-2012 | Ligue Europa              | Deuxième tour Q     | Metalurg Skopje        | 3 - 2    | 0 - 0     | 3 - 2             |
| 2011-2012 | Ligue Europa              | Troisième tour Q    | Śląsk Wrocław          | 0 - 0 ap | 0 - 0     | 0 - 0 (3 - 4 tab) |

## Personnalités du club

### Présidents
- Nikolay Gigov
- Ivan Vassilev
- Boycho Velichkov

### Entraîneurs
- Radoslav Zdravkov (2001 - 2002)
- Yasen Petrov (2002 - 2004)
- Stefan Grozdanov (2004 - 2008)
- Dragomir Okuka (2008 - 2010)
- Dimitar Vasev (2010)
- Dian Petkov (2010 - 2011)
- Anton Velkov (2011 - 2012)
- Emil Velev (2012 - 2013)
- Stefan Genov (2013)
- Anton Velkov (2015 - 2016)
- Angel Kolev (2016)
- Yavor Valchinov (2017)
- Mladen Dodić (2017 - 2018)
- Angel Kolev (2018)
- Mladen Dodić (2019)
- Radoslav Zdravkov (2019 - 2020)
- Ivan Kolev (2020 - 2022)
- Stanislav Genchev (2022-2023)

### Anciens joueurs
- Ivan Dimitrov
- Rumen Goranov
- Atanas Mikhaïlov
- Dimitar Penev
- Dimitar Popov